# People's
People's (tidligere: People'sPress) er et dansk forlag, der blev grundlagt i 2002 af journalist Jakob Kvist og tidl. direktør for Sony Music Jan Degner. Forlaget var tidligere en del af ArtPeople-koncernen, men blev i 2017 opkøbt af svenske Storytel, som også ejer streamingtjenesten Mofibo.

## Historie
Forlaget skiftede i februar 2021 navn i forbindelse med et øget fokus på lydproduktioner, herunder oprettelsen af People's Productions, en særskilt radio- og podcastredaktion med Sigurd Hartkorn Plaettner i spidsen. People's Productions har bl.a. produceret podcast-serien "Fire patroner på lommen" med Rane Willerslev for DR LYD og P1 samt true crime-serien "Danmarks farligste fange" om Naum Conevski for Mofibo.
People's har udgivet mange markante bestsellere indenfor såvel skønlitteratur, biografier og faglitteratur, men udgiver også en række bøger, der appellerer til et smallere publikum. Forlaget har i de senere år udgivet bøger af bl.a. Camilla Läckberg, Liza Marklund, Sara Blædel, Christina Hesselholt, Jane Aamund, Jens Blendstrup, Peder Frederik Jensen, Tor Nørretranders og Rane Willerslev.
Forlagets direktør har siden november 2023 været Line Miller.

## Medieopmærksomhed
I september 2009 fik forlaget megen medieopmærksomhed på grund af bogen Jæger – i krig med eliten af Thomas Rathsack.
Fem år senere var forlagets bog Den Hemmelige Socialdemokrat også vældigt diskuteret i medierne.
I oktober 2016 fik Politiets Efterretningstjeneste (PET) nedlagt et fogedforbud mod Syv år for PET - Jakob Scharfs tid (udgivet af forlaget), da de frygtede, at bogen indehold oplysninger, der kunne bringe personer i fare og forhindre PET i at udføre sit arbejde. Dette forbud blev dog ophævet efter at Politiken bragte bogen i et tillæg til avisen. JP/Politikens Hus blev den 18. januar 2019 idømt en bøde på 100.000 kroner, mens chefredaktør Christian Jensen blev idømt en bøde på 50.000 kroner, for hver at overtræde fogedforbuddet. Begge blev endvidere dømt til at betale sagens omkostninger.
Østre Landsret dømte også den tidligere PET-chef Jakob Scharf 10 dagbøder af 1.000 kroner på baggrund af et citat i bogen. Ved genoptrykningen af bogen var dette citat fjernet.
Medieopmærksomhed kom der også i 2024 efter udgivelsen af influenceren Katherine Diez' selvbiografi I egen barm, hvori hun blandt andet fortæller intime detaljer om sit privatliv, herunder sine forhold med Adam Price og Dan Jørgensen. Det blev blandt jurister diskuteret, hvorvidt bogen udgjorde en krænkelse af særligt Adam Prices privatliv. Forlaget havde i forbindelse med udgivelsen allieret sig med advokat Heidi Højmark Helveg. Juraprofessor Sten Schaumburg-Müller mente, at bogen kan være over stregen, men sagde samtidig, at der mangler dansk retspraksis på området.